# Čermná - důl Potlachový
Čermná - důl Potlachový este o arie protejată (arie specială de conservare — SAC, sit de importanță comunitară — SCI) din Republica Cehă întinsă pe o suprafață de 0,02 ha, integral pe uscat.

## Localizare
Centrul sitului Čermná - důl Potlachový este situat la coordonatele 49°45′57″N 17°41′01″E / 49.765833°N 17.683611°E.

## Înființare
Situl Čermná - důl Potlachový a fost declarat sit de importanță comunitară în aprilie 2005 pentru a proteja 1 specie de animale. Situl a fost protejat și ca arie specială de conservare în ianuarie 2016.

## Biodiversitate
Situată în ecoregiunea continentală, aria protejată nu include niciun habitat protejat.
La baza desemnării sitului se află o specie protejată de  mamifere: liliac cârn (Barbastella barbastellus).